# 医科大学站
医科大学站是徐州地铁1号线的地铁站，位于中华人民共和国江苏省徐州市云龙区和平大道与云苑路交叉口西侧，于2019年9月28日开通。

## 车站结构
医科大学站沿和平大道东西设置，为地下二层岛式站台车站，车站长262.2米，宽19.7米，车站地下一层为站厅层，地下二层为站台层，站台设置全高站台门。
| 地面              | 出入口 | 1、2、3出入口                                                                                             |
| 地下一层          | 站厅   | 客服中心、自动售票机、验票机                                                                              |
| 地下二层          | 站台   | \| \| \| █ 1号线往路窝（庆丰路） \| \| 島式 · 開左邊车门 \| \| \| \| \| \| █ 1号线往徐州东站（乔家湖） \| |
|                   |        | █ 1号线往路窝（庆丰路）                                                                                   |
| 島式 · 開左邊车门 |        | |
|                   |        | █ 1号线往徐州东站（乔家湖）                                                                               |

## 车站出口
医科大学站共设3个出入口，各出口及周围设施如下所示：
| 出口编号            | 照片 | 出口指示         | 建议前往的目的地     |
| ------------------- | ---- | ---------------- | -------------------- |
| 1 · 出口 · （设有） |      | 和平大道（南侧） |                      |
| 2 · 出口            |      | 和平大道（南侧） | 万科翡翠之光         |
| 3 · 出口            |      | 云苑路（西侧）   | 提香湾，徐州医科大学 |
| 图例： 设有         |      |                  |                      |

## 接驳交通

### 公交车
- 和平大道(云苑路)：72路，72路夜

## 车站历史
本站工程名为学院东路站，公示站名为徐州医科大学站，正式站名为医科大学站，以车站临近的徐州医科大学命名。
- 2016年11月15日，车站主体结构封顶[5]。
- 2019年9月28日，车站随1号线一期通车开通[1]。